# Swaziland op de Gemenebestspelen

Vlag van Swaziland

Swaziland is een van de landen die deelneemt aan de Gemenebestspelen (of Commonwealth Games). Sinds 1970 heeft Swaziland veertienmaal deelgenomen. In totaal over deze veertien edities won Swaziland vier medailles.

## Medailles
| Swaziland op de Gemenebestspelen | Swaziland op de Gemenebestspelen | Swaziland op de Gemenebestspelen | Swaziland op de Gemenebestspelen | Swaziland op de Gemenebestspelen | Swaziland op de Gemenebestspelen |
| -------------------------------- | -------------------------------- | -------------------------------- | -------------------------------- | -------------------------------- | -------------------------------- |
| Jaar                             | Goud                             | Zilver                           | Brons                            | Totaal                           | Rang                             |
| 1970                             | -                                | -                                | -                                | -                                | /                                |
| 1974                             | -                                | -                                | 1                                | 1                                | 20                               |
| 1978                             | -                                | -                                | -                                | -                                | /                                |
| 1982                             | -                                | -                                | 1                                | 1                                | 21                               |
| 1986                             | -                                | 1                                | -                                | 1                                | 10                               |
| 1990                             | -                                | -                                | -                                | -                                | /                                |
| 1994                             | -                                | -                                | -                                | -                                | /                                |
| 1998                             | -                                | -                                | -                                | -                                | /                                |
| 2002                             | -                                | -                                | -                                | -                                | /                                |
| 2006                             | -                                | -                                | 1                                | 1                                | 35                               |
| 2010                             | -                                | -                                | -                                | -                                | /                                |
| 2014                             | -                                | -                                | -                                | -                                | /                                |
| 2018                             | -                                | -                                | -                                | -                                | /                                |
| 2022                             | -                                | -                                | -                                | -                                | /                                |